# Бойцовая рыбка (фильм)
«Бойцо́вая ры́бка» (англ. Rumble Fish) — кинофильм режиссёра Фрэнсиса Форда Копполы по роману С. Э. Хинтон, вышедший на экраны 8 октября 1983 года. В течение долгого времени сохраняет за собой статус «культового фильма». Именно этот фильм открыл миру таких актёров, как Микки Рурк, Мэтт Диллон и Николас Кейдж.

## Сюжет
В центре фильма — юный Расти Джеймс (Диллон), лидер небольшой молодёжной банды промышленного городка. Брат Расти, Мотоциклист (Микки Рурк), бывший «король» города, появляется в сцене криминальной разборки банды Расти и его врагов, вернувшись после долгого отсутствия. Отвлекающийся, бредовый и загадочный, Мотоциклист, кажется, несколько по-иному смотрит на окружающую действительность. Были времена, когда он был лидером банды и под его руководством она не знала поражений. Но теперь в город пришёл героин, и банды остались в прошлом. Расти Джеймс хочет быть таким, как брат, и тоскует по ушедшему миру. А Мотоциклист, дальтоник и почти глухой, не видит в жизни больше ничего интересного. Кроме Мотоциклиста, «остановилась жизнь» у его девушки, подсевшей на наркотики, полицейского, целью жизни которого стала поимка Мотоциклиста на месте преступления, отца Расти Джеймса и Мотоциклиста, которого бросила с детьми ради карьеры звезда Голливуда. Расти Джеймс увлечён «романтикой» уличных банд. Мотоциклист старше своего брата на 5 лет и на целую жизнь. Он пытается повлиять на брата, чтобы тот «перестал делать глупости». В итоге, «заплатив немалую цену», Расти Джеймс следует воле своего брата: выпускает бойцовую рыбку в реку и бежит от мещанского мирка, в котором растворяются члены банды.., один, на его мотоцикле...
Фильм примечателен своим авангардным стилем: доминирующая чёрно-белая стилистика сменяется цветными вкраплениями, используются глубокий фокус и эффекты провалов во времени, чтобы передать особенности точек зрения главных героев. Бойцовые рыбки, вынесенные в название ленты, даны в цвете, хотя и плавают в чёрно-белом аквариуме. Саундтрек, выполненный барабанщиком «The Police» Стюартом Коуплендом, придаёт фильму сюрреалистическую атмосферу.

## В ролях
| Актёр          | Роль           |
| -------------- | -------------- |
| Мэтт Диллон    | Расти Джеймс   |
| Микки Рурк     | Мотоциклист    |
| Дайан Лейн     | Петти          |
| Деннис Хоппер  | отец           |
| Дайана Скаруид | Кассандра      |
| Винсент Спано  | Стив           |
| Николас Кейдж  | Смоки          |
| Кристофер Пенн | Б. Дж. Джексон |
| Лоренс Фишберн | Миджет         |
| Том Уэйтс      | Бенни          |
| София Коппола  | Донна          |

## Критика
На агрегаторе рецензий Rotten Tomatoes рейтинг одобрения составляет 75 % на основе 36 обзоров со средней оценкой 6,3 из 10. Критический консенсус сайта гласит: «Фильм разочаровывает, хотя и интригует, но сильный визуальный стиль режиссера Фрэнсиса Форда Копполы помогает компенсировать определенный застой повествования».
Роджер Эберт поставил фильму 3,5 звезды из 4 и написал: «Я думаю, что „Бойцовая рыбка“ была необычной, смелой и совершенно оригинальной. Кто, кроме Копполы, мог снять этот фильм? И, конечно же, кто, кроме Копполы, хотел бы?». В своем обзоре для The New York Times Джанет Маслин написала, что «фильм настолько яростно перегружен и переполнен экстравагантными штрихами, что любой намек на центральную нить затемняется». Ричард Корлисс из журнала Time написал: «„Бойцовая рыбка“ может быть самым смелым фильмом Копполы».

## Награды и номинации
- 1984 — два приза на кинофестивале в Сан-Себастьяне: приз ФИПРЕССИ и OCIC Award (оба — Фрэнсис Форд Коппола)
- 1984 — номинация на премию «Золотой глобус» за лучшую оригинальную музыку (Стюарт Коупленд)
- 1984 — номинация на премию «Молодой актёр» лучшей молодой актрисе (Дайан Лейн)